# 윤일주 (배우)
윤일주(尹一周, 본명: 윤근모, 1929년 9월 11일~)는 대한민국의 배우이다. 1945년 극단 "황금좌"에서 연극 배우로 데뷔하였다.

## 출연작

### 영화
- 2002년 《싸울아비》
- 2001년 《턴 잇 업》... 교장선생 역
- 2000년 《우먼 파트너 놀자》... 장물애비 역
- 2000년 《춘향뎐》... 곡성군수 역
- 1996년 《축제》... 소리꾼 역
- 1996년 《미지왕》
- 1996년 《충무로 돈키호테》... 김 사장 역
- 1996년 《알바트로스》... 박 노인 역
- 1995년 《누가 나를 미치게 하는가》 ... 호프집 손님 역
- 1995년 《소낙비》
- 1995년 《해병묵시록》
- 1995년 《아빠는 보디가드》... 의사 역
- 1995년 《금홍아 금홍아》... 이상 부 역
- 1994년 《마누라 죽이기》... 주례 역
- 1994년 《불의 태양》... 금순 할아버지 역
- 1994년 《태백산맥》
- 1994년 《장미의 나날》
- 1994년 《지리멸렬》... 논설위원 역
- 1994년 《증발》
- 1994년 《칠삭동이의 설중매》
- 1994년 《새알각하》
- 1993년 《첫사랑》
- 1993년 《영구와 공룡 쮸쮸》
- 1993년 《무정의 제3부두》
- 1993년 《벗어버린 사슬》
- 1993년 《여자의 일생》
- 1992년 《복수혈전》(특별출연)
- 1992년 《소녀경》
- 1992년 《머저리와 도둑놈》
- 1992년 《씨내리》
- 1992년 《뽕 3》
- 1992년 《백치 애인》... 목사 역
- 1992년 《공룡 선생》... 교감 역
- 1992년 《봉성부인》
- 1992년 《백백교》
- 1992년 《타악기의 계절》... 수사관 역
- 1992년 《세상은 살만큼 아름답다》... 한의사 역
- 1991년 《경마장 가는 길》... R의 아버지 역
- 1991년 《인간시장 3》... 부교주 역
- 1991년 《탄드라 부인》... 황 교수 역
- 1991년 《영구와 땡칠이 4 - 홍콩 할매 귀신》
- 1991년 《하나님이 어디 있어요》
- 1991년 《갈마》... 한성진 역
- 1991년 《예수천당》... 고을노인 역
- 1990년 《영심이》... 아빠 친구 역
- 1990년 《나의 사랑 나의 신부》... 심사위원 역
- 1990년 《짬뽕 홍길동》... 길동 부 역
- 1990년 《미친 사랑의 노래》... 노부부 역
- 1990년 《꿈꾸는 식물》
- 1990년 《슈퍼맨 일지매》
- 1990년 《땡삐》... 김좌수 역
- 1990년 《이조 여인숙명사 청상계》... 이 진사 역
- 1990년 《누가 붉은 장미를 꺾었나》
- 1990년 《너는 나의 황홀한 지옥》... 교수 역
- 1990년 《자유여자》
- 1990년 《색녀도》
- 1989년 《춘화춘풍》
- 1989년 《강남 꽃순이》
- 1989년 《불의 나라》... 조사관 역
- 1989년 《서울 무지개》... 남 의사 역
- 1989년 《내 사랑 동키호테》
- 1989년 《담다디》
- 1989년 《벌거벗은 분노》
- 1988년 《보릿고개》... 아낙 4 역
- 1988년 《풀잎사랑》
- 1988년 《벽속의 부인》
- 1988년 《공방살 화녀》... 최 진사 역
- 1988년 《업》
- 1988년 《돌아이 4 - 둔버기》
- 1988년 《아스팔트 위의 동키호테》
- 1988년 《고금소총》... 농부갑 역
- 1988년 《어른들은 몰라요》
- 1988년 《칠수와 만수》
- 1988년 《오성군 한음군》
- 1988년 《그 마지막 겨울》
- 1988년 《대물》
- 1988년 《깜동》
- 1988년 《뽕 2》
- 1988년 《연산일기》
- 1987년 《연산일기》
- 1987년 《돌아이 3》
- 1987년 《성춘향》
- 1987년 《변강쇠》... 양반 역
- 1987년 《서울은 여자를 좋아해》
- 1987년 《박철수의 헬로 임꺽정》
- 1987년 《다섯사람들》
- 1987년 《북치는 여자》
- 1987년 《따귀 일곱대》
- 1987년 《제2의 사춘기》
- 1987년 《연산일기》
- 1987년 《호걸춘풍》
- 1987년 《가슴으로 타는 밤》
- 1987년 《두 여자의 집》... 가든파티 손님 역
- 1986년 《안개 기둥》
- 1986년 《뛰는 자 나는 자》
- 1986년 《가족》
- 1986년 《갈매기의 꿈》
- 1986년 《신의 아들》... 고 박사 역
- 1986년 《투명인간》
- 1986년 《물레방아》
- 1986년 《금달래》
- 1986년 《뜨거운 겨울》
- 1985년 《어우동》... 대감들 역
- 1985년 《피조개 뭍에 오르다》
- 1985년 《작년에 왔던 각설이》
- 1985년 《설마가 사람잡네》
- 1985년 《미녀 공동묘지》
- 1985년 《장남》
- 1985년 《야망과 도전》
- 1984년 《사약》
- 1984년 《초대받은 성웅들》
- 1984년 《반노 2》
- 1984년 《그해 겨울은 따뜻했네》
- 1984년 《무인》
- 1984년 《수렁에서 건진 내 딸》
- 1984년 《훔친 사과가 맛이 있다》
- 1984년 《스타페리 불청객》
- 1984년 《만삭》
- 1984년 《자녀목》
- 1984년 《내가 마지막 본 흥남》... 노인 3 역
- 1983년 《웬일이니》
- 1983년 《여걸 청나비》
- 1983년 《장미와 도박사》
- 1983년 《일송정 푸른 솔은》
- 1983년 《정념의 갈매기》
- 1983년 《땜장이 아내》
- 1983년 《대학신입생 오달자의 봄》
- 1983년 《돌아온 용팔이》
- 1983년 《다른 시간 다른 장소》
- 1983년 《불바람》
- 1982년 《죽으면 살리라》
- 1982년 《0점하의 자식들》
- 1982년 《최인호의 야색》
- 1982년 《나는 할렐루야 아줌마였다》
- 1981년 《삼원녀》
- 1981년 《흡혈귀 아녀》
- 1981년 《본전생각》
- 1981년 《미워도 다시 한 번 2》
- 1981년 《괴적괴무》... 상인 역
- 1980년 《최후의 증인》
- 1980년 《우산속의 세 여자》... 손님 역
- 1980년 《피막》
- 1980년 《무인악인전》
- 1980년 《월녀의 한》
- 1980년 《하늘이 부를 때까지》
- 1980년 《땅울림》
- 1980년 《조용히 살고 싶다》
- 1980년 《요》
- 1980년 《우산 속에 세 여자》
- 1980년 《괴초도사》
- 1980년 《매일 죽는 남자》
- 1980년 《그 여자 사람잡네》
- 1980년 《노명인》
- 1979년 《다함께 부르고 싶은 노래》
- 1979년 《물도리 둥》
- 1979년 《야시》
- 1979년 《지옥의 49일》
- 1979년 《축 총각졸업》
- 1979년 《너는 내 운명》
- 1978년 《무상》
- 1978년 《고교 명랑교실》
- 1978년 《우리에게 축배를》
- 1978년 《제3공작》
- 1978년 《슬픔은 이제 그만》
- 1978년 《세종대왕》
- 1978년 《물도리 둥》
- 1978년 《지옥의 49일》
- 1978년 《축 총각졸업》
- 1978년 《너는 내 운명》
- 1978년 《다함께 부르고 싶은 노래》
- 1978년 《고가》
- 1978년 《내가 버린 여자》
- 1977년 《진짜 진짜 좋아해》
- 1977년 《초분》
- 1977년 《난중일기》
- 1977년 《저 높은 곳을 향하여》
- 1977년 《평양의 비밀지령》
- 1977년 《임진란과 계월향》
- 1977년 《폭풍을 몰고 온 여자》
- 1977년 《악인이여 지옥행 급행열차를 타라》
- 1976년 《혈육애》
- 1976년 《아내》
- 1976년 《젊은 도시》
- 1976년 《집념》
- 1976년 《딸 3형제》
- 1976년 《성춘향전》
- 1976년 《어머니》
- 1976년 《나는 고백한다》
- 1976년 《검은 띠의 후계자》
- 1976년 《바다의 사자들》
- 1975년 《소》
- 1975년 《나는 어떡하라고》
- 1975년 《밀행》
- 1975년 《폭력은 없다》
- 1975년 《조총련》
- 1974년 《나상》
- 1974년 《망나니》
- 1974년 《눈으로 얼굴을 묻고 얼굴로 대답하고 마음속 가득히 사랑은 영원히》
- 1974년 《악마의 제자들》
- 1974년 《아빠하고 나하고》
- 1974년 《특별수사본부 김수임의 일생》
- 1974년 《이름모를 소녀》
- 1974년 《행운》
- 1974년 《증언》
- 1973년 《넋》
- 1973년 《장안 명기 오백화》
- 1972년 《화분》
- 1972년 《이밤이여 영원히》
- 1972년 《설야의 여곡성》
- 1972년 《무릎꿇고 빌련다》
- 1971년 《황금독수리》
- 1971년 《무정의 네온가》
- 1971년 《맹인 대협객》
- 1971년 《삼인의 검은 표범》
- 1971년 《인간사표를 써라》
- 1971년 《20인의 여도적》
- 1971년 《과객》
- 1971년 《애교로 봐 주세요》
- 1971년 《나를 버리시나이까》
- 1971년 《활극대사》
- 1971년 《위자료》
- 1971년 《경복궁의 여인들》
- 1970년 《내일있는 우정》
- 1970년 《태양은 늙지 않는다》
- 1970년 《별명붙은 여자》
- 1970년 《내 목숨 당신 품에》
- 1970년 《분노》
- 1970년 《민비와 마검》
- 1970년 《아무도 모르게》
- 1970년 《일요일 밤과 월요일 아침》
- 1970년 《마님》
- 1970년 《복수의 마검》
- 1970년 《설원의 정》
- 1970년 《세조대왕》
- 1970년 《번개같은 사나이》
- 1970년 《태조 왕건》
- 1969년 《유혹》
- 1969년 《그 밤이여 다시한번》
- 1969년 《여진족》
- 1969년 《부각하》
- 1969년 《당신의 뜻이라면》
- 1969년 《만고강산》
- 1969년 《아무리 미워도》
- 1969년 《필살의 검》
- 1969년 《뜨거워서 좋아요》
- 1969년 《백면검귀》
- 1969년 《암행어사와 흑두건》
- 1969년 《0시의 부루스》
- 1969년 《3인의 여검객》
- 1969년 《새색시》
- 1969년 《윤심덕》
- 1969년 《전하 어디로 가시나이까》
- 1969년 《원님댁》
- 1969년 《북경열차》
- 1968년 《나그네 검객 황근 108관》
- 1968년 《금수강산》
- 1968년 《삼현육각》
- 1968년 《정든 님》
- 1968년 《천하장사 임꺽정》
- 1968년 《목가》
- 1968년 《자주댕기》
- 1968년 《풍랑객》
- 1968년 《미워하지 않겠다》
- 1968년 《대좌의 아들》
- 1968년 《어떤 눈망울》
- 1968년 《구슬공주》
- 1968년 《영)》
- 1968년 《유성의 검》
- 1968년 《사직골 구서방》
- 1967년 《월화의 공동묘지》
- 1967년 《황혼의 검객》
- 1967년 《일지매 삼검객》
- 1967년 《우주괴인 왕마귀》
- 1967년 《산》
- 1967년 《두 나그네》
- 1967년 《암행어사 (쌍마패 편)》
- 1967년 《애수》
- 1967년 《일본천황과 폭탄의사》
- 1967년 《수라문의 혈투》
- 1967년 《성난 송아지》
- 1967년 《수라문의 혈투》
- 1967년 《성난 송아지》
- 1966년 《나운규 일생》
- 1966년 《내 주먹을 사라》
- 1966년 《민검사와 여선생》
- 1966년 《죽은 자와 산 자》
- 1966년 《마지막 황후 윤비》
- 1966년 《8240 K.L.O》
- 1966년 《남북천리》
- 1966년 《역전중국집》
- 1965년 《현금은 내 것이다》
- 1965년 《활빈당》
- 1965년 《피어린 구월산》
- 1965년 《살아야 한다》
- 1965년 《선과 악》
- 1965년 《쌍무지개 뜨는 언덕》
- 1965년 《성난 얼굴로 돌아보라》
- 1965년 《불붙는 대륙》
- 1965년 《모녀비곡》
- 1964년 《양자강》
- 1964년 《백설공주》
- 1964년 《수색대》
- 1964년 《석가모니》
- 1963년 《지미는 슬프지 않는다》
- 1963년 《사장 딸은 올드 미스》

## 수상
- 1990년 제28회 대종상 영화제 - 특별연기상